# Polski Instytut Źródłowy w Lund
Polski Instytut Źródłowy (PIŹ) działał w Lund w Szwecji od 22 października 1945 r. do 1972 r.  Instytut zgromadził przeszło 500 zeznań oraz różnych przedmiotów więźniów nazistowskich obozów koncentracyjnych, którzy zostali przewiezieni do Szwecji po II WŚ.

## Historia

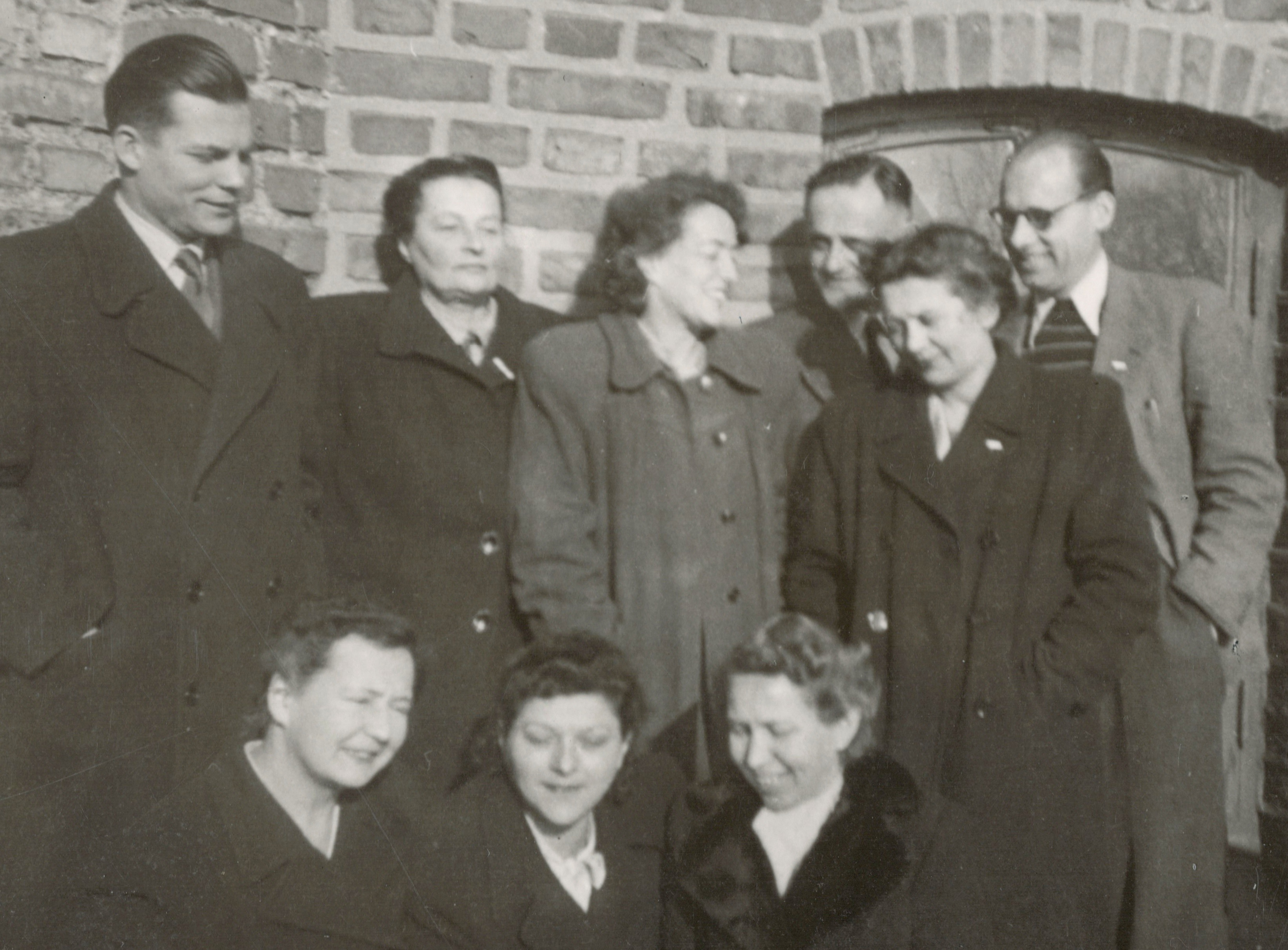
Z lewej u góry: Bożysław Kurowski, Ludwika Broel Plater, Krystyna Karier, Józef Nowaczyk, ..., Zygmunt Łakocinski Na dole z lewej: Helena Dziedzicka, Luba Melchior i Halina Strzelecka.

Wiosną 1945 roku kilkanaście tysięcy byłych więźniów nazistowskich obozów koncentracyjnych, wśród których była znaczna liczba obywateli polskich, zostało ewakuowanych do Szwecji dzięki dyplomacji hrabiego Folke Bernadotte (1895-1948), akcji Szwedzkiego Czerwonego Krzyża i UNRRA.  Po przybyciu pierwszych transportów, dr Zygmunt Łakociński (1905-1987), zaangażował się jako tłumacz, ułatwiając w ten sposób kontakt nowo przybyłych rodaków ze szwedzkimi władzami.  Na podstawie relacji byłych więźniów dr Łakociński we współpracy z prof. Sture Bolin (1900-1963) postanowił udokumentować zbrodnie hitlerowskie popełnione w czasie drugiej wojny światowej na obywatelach polskich. Zwracając się do Instytutu Polityki Zagranicznej w Sztokholmie, dr Łakociński poprosił o przydzielenie środków finansowych potrzebnych do zrealizowania swojego projektu. Pozytywne ustosunkowanie się szwedzkich władz do prośby dr Łakocińskiego ułatwiło rozpoczęcie procesu rekrutacji kandydatów na stanowiska pracowników archiwalnych, których z czasem zatrudniono w Polskim Instytucie Źródłowym (PIŹ) z siedzibą w Lund.
W skład PIŹ wchodzili: Helena Dziedzicka (1903-1975), Helena Miklaszewska (1906-2000), Józef Nowaczyk (ur. 1904), Bożysław Kurowski (1911-2006), Krystyna Karier (1913-1989), Luba Melchior (1912-2000), Halina Strzelecka (1907-1968), Irena Jaworowicz (1897-1995) i Ludwika Broel Plater (1885-1972).
Po zaledwie kilkunastu miesiącach działalności Instytutu, tj. od 22 października 1945 do 30 listopada 1946, władze szwedzkie zawiesiły wsparcie finansowe mimo nadal trwających prac.. Próby uzyskania nowych środków finansowych nie powiodły się. Prace PIŹ były jednak kontynuowane w ramach wolontariatu.

## Działalność
W czasie swojej działalności PIŹ zgromadził ponad 500 zeznań spisanych w formie protokołów przesłuchań z byłymi więźniami obozów koncentracyjnych. Oprócz unikatowych zeznań zbiory PIŹ zawierają korespondencje, rysunki Jadwigi Simon-Pietkiewicz, szkice i plany obozów koncentracyjnych, zbiory poezji oraz dokumentacje z procesu hamburskiego 1946-47. PIŹ zgromadził także dokumenty i pamiątki odnoszące się do polskiej emigracji w Szwecji.

## Archiwum
Archiwum PIŹ zawiera:
Zeznania więźniów; Spisy transportu więźniów; Materiały związane z zeznaniami świadków; Materiały dotyczące obozów koncentracyjnych i okupacji; Listy prywatne; Spis obywateli Polskich, którzy zostali przewiezieni do Szwecji w 1945 r. z obozów koncentracyjnych; Materiały dotyczące podróży więźniów obozów koncentracyjnych i ich pierwszych miesięcy w Szwecji; Materiały na temat rozprawy sądowej o Ravensbrück w Hamburgu w 1946-1947; Poezja i inna twórczość literacka z czasu okupacji i obozów koncentracyjnych; Fotografie; Szkice i rysunki z czasów IIWŚ i lat powojennych; PIZ i Zygmunt Łakociński – różne dokumenty; Dokumenty o pracy PIŹ 1944-1972; Dokumenty dotyczące finansów PIŹ 1945-1967; Listy i dokumenty pomiędzy PIŹ a władzami, instytucjami i organizacjami; Korespondencja pomiędzy PIŹ i osobami prywatnymi; Spis pamiątek i innych przedmiotów; Sztance drukarskie, płyty szklane i negatywy; Książki; Dokumenty przekazane przez Kulturen (Museum Historii Kultury w Lund) w grudniu 2004 r.

## Biblioteka
W 1974 r. dr Łakociński przekazał całą dokumentację PIŹ w depozyt bibliotece uniwersyteckiej w Lund (UB).
W 2015 r. biblioteka uniwersytecka w Lund rozpoczęła projekt cyfryzacji zbiorów. Wywiady z byłymi więźniami obozów koncentracyjnych, listy osób transportowanych, fotografie, osobiste notatniki więźniarek z obozu w Ravensbrück, ręcznie robione podręczniki wykorzystywane w czasie tajnego nauczania oraz unikatowe notatki zapisane przez p. Helenę Dziedzicką w czasie trwania procesu hamburskiego 1946-47 zostały już udostępnione na stronie internetowej biblioteki. Zeznania są tłumaczone na język angielski.

## Muzeum
Część materiałów, przede wszystkim przedmiotów codziennego użytku, przemyconych przez byłych więźniów z obozów do Szwecji, została ofiarowana Muzeum Historii Kultury w Lund "Kulturen".